# Sint-Jansbasiliek (Oosterhout)
De Basiliek van de heilige Johannes de Doper of Sint-Jansbasiliek is de voornaamste rooms-katholieke kerk van Oosterhout (Noord-Brabant).

## Ontstaan
Uit opgravingen is bekend dat er in 1277 al een romaans driebeukig kerkje stond. Rond 1473 begon met de vervanging van dit kerkje door een kerk in gotische stijl. In 1493 was de kerk voltooid. Aan de toren werd gebouwd van 1519 tot 1552. Deze was geïnspireerd door de toren van de Grote Kerk van Breda maar is nooit voltooid. In latere eeuwen is de kerk diverse malen verbouwd. In 1921 werd naast de toren een Heilig Hartbeeld geplaatst.

## Protestantisme en teruggave
Hoewel de overgrote meerderheid van de Oosterhoutse bevolking tijdens de Tachtigjarige Oorlog rooms-katholiek bleef, kwam de Sint-Janskerk na de Vrede van Münster in 1648 in protestantse handen. In 1809 kwam de kerk door een besluit van Lodewijk Napoleon terug in katholieke handen. Voorwaarde was dat de katholieken 7.000 gulden betaalden als bijdrage voor een nieuw protestants kerkgebouw aan de Rulstraat.

## Restauraties
De kerk werd in 1881-1883 grondig gerestaureerd en verbouwd door architect P.J.H. Cuypers. Hierbij werden de stenen gewelven hersteld en de kerk verbreed met twee zijbeuken. Ook waren er ingrijpende restauraties in de jaren 1974 tot 1977 en van 1998 tot 2000. De toren werd tussen 1968 en 1972 gerestaureerd en daarbij in 1971 voorzien van het huidige tentdak.

## Verheffing tot basiliek
Ter gelegenheid van het 700-jarig bestaan van de parochie en de afronding van de verbouwing, werd de kerk in 1977 door paus Paulus VI tot verheven tot basilica minor.